# キャラバンサライ (アルバム)
『キャラバンサライ』（Caravanserai）は、サンタナが1972年に発表したアルバム。バンド名義では4作目のアルバム。

## 解説
デイヴ・ブラウン、マイケル・カラベロといったオリジナル・メンバーの脱退を経て制作された。音楽的にはフュージョン色が強くなり、10曲中7曲がインストゥルメンタルという構成。アメリカでは『ビルボード』誌のBillboard 200で8位、同誌のR&Bチャートでは6位に達した。
本作を最後にグレッグ・ローリーとニール・ショーンが脱退し、2人は後にジャーニーを結成した。

## 収録曲
1. 2. 3. 5. 7. 9. 10.はインストゥルメンタル。オリジナルLPでは1. - 6.がA面、7. - 10.がB面に収録されていた。
1. 復活した永遠なるキャラバン - "Eternal Caravan of Reincarnation" (Tom Rutley, Neal Schon, Mike Shrieve) - 4:28
2. 躍動 - "Waves Within" (Douglas Rauch, Greg Rolie) - 3:54
3. 宇宙への仰視 - "Look Up (to See What's Coming Down)" (D. Rauch, G. Rolie, Carlos Santana) - 3:00
4. 栄光の夜明け - "Just in Time to See the Sun" (G. Rolie, C. Santana, M. Shrieve) - 2:18
5. 風は歌う - "Song of the Wind" (G. Rolie, C. Santana, N. Schon) - 6:04
6. 宇宙への歓喜 - "All the Love of the Universe" (C. Santana, N. Schon) - 7:40
7. フューチュア・プリミティヴ (融合) - "Future Primitive" (Jose Chepito Areas, James Mingo Lewis) - 4:12
8. ストーン・フラワー - "Stone Flower" (Antonio Carlos Jobim, C. Santana, M. Shrieve) - 6:15
9. リズムの架け橋 - "La Fuente del Ritmo" (J. M. Lewis) - 4:34
10. 果てしなき道 - "Every Step of the Way" (M. Shrieve) - 9:05

## 参加ミュージシャン
- カルロス・サンタナ - ギター、ボーカル、パーカッション
- グレッグ・ローリー -オルガン、ピアノ、ボーカル
- ニール・ショーン - ギター
- ダグ・ローチ - ベース、ギター
- マイケル・シュリーヴ - ドラムス
- ホセ・チェピート・アレアス - パーカッション
- ジェイムズ・ミンゴ・ルイス - パーカッション、ボーカル
- トム・ラトリー - アコースティック・ベース (on 1. 6. 8. 9. 10.)
- ハドリー・カリマン - サックス (on 1.)
- ウェンディ・ハース - ピアノ (on 1. 8.)
- ダグラス・ロドリゲス - ギター (on 2.)
- Rico Reyes - ボーカル (on 6.)
- レニー・ホワイト - カスタネット (on 6.)
- アルマンド・ペラーサ - パーカッション (on 8. 9.)
- トム・コスター - エレクトリックピアノ (on 9.)
- トム・ハーレル - オーケストラ・アレンジ (on 10.)